# Färöische Fußballmeisterschaft 1952
Die Färöische Fußballmeisterschaft 1952 wurde in der Meistaradeildin genannten ersten färöischen Liga ausgetragen und war insgesamt die zehnte Saison.
VB Vágur kehrte nach einem Jahr in die höchste Spielklasse zurück. Meister wurde KÍ Klaksvík, die den Titel somit zum dritten Mal erringen konnten. Titelverteidiger TB Tvøroyri landete auf dem zweiten Platz. Zum ersten Mal entschied der bessere Torquotient die Meisterschaft, dies war ansonsten nur 1958 der Fall. Es war damit auch die knappste Meisterschaft seit Einführung des Ligaspielbetriebs 1947 überhaupt, da nur ein einziges Tor den Ausschlag gab.
Im Vergleich zur Vorsaison verbesserte sich die Torquote auf 3,25 pro Spiel. Den höchsten Sieg erzielte TB Tvøroyri mit einem 6:0 im Heimspiel gegen VB Vágur, was neben dem 5:1 zwischen KÍ Klaksvík und VB Vágur sowie dem 4:2 zwischen TB Tvøroyri und KÍ Klaksvík auch das torreichste Spiel darstellte.

## Modus
In der Meistaradeildin spielte jede Mannschaft nun an acht Spieltagen jeweils zwei Mal gegen jede andere. Die punktbeste Mannschaft zu Saisonende stand als Meister dieser Liga fest, eine Abstiegsregelung gab es nicht.

## Saisonverlauf
Weder KÍ Klaksvík noch TB Tvøroyri gaben gegen die anderen Mannschaften Punkte ab, so dass die beiden direkten Duelle die Meisterschaft entscheiden mussten. KÍ konnte sein Heimspiel gegen TB mit 2:1 gewinnen, währenddessen TB das Heimspiel gegen KÍ mit 4:2 gewann. So waren nun beide Mannschaften punktgleich und TB Tvøroyri wies auch die bessere Tordifferenz auf. Ausschlaggebend war jedoch der Torquotient, was somit den Titel für KÍ Klaksvík einbrachte.

## Abschlusstabelle
| Pl. | Verein          | Sp. | S | U | N | Tore    | Quote | Punkte |
| --- | --------------- | --- | - | - | - | ------- | ----- | ------ |
| 1.  | KÍ Klaksvík     | 8   | 7 | 0 | 1 | 021:600 | 3,50  | 14:20  |
| 2.  | TB Tvøroyri (M) | 8   | 7 | 0 | 1 | 024:700 | 3,43  | 14:20  |
| 3.  | HB Tórshavn     | 8   | 3 | 0 | 5 | 010:170 | 0,59  | 06:10  |
| 4.  | VB Vágur (N)    | 8   | 1 | 2 | 5 | 007:210 | 0,33  | 04:12  |
| 5.  | B36 Tórshavn    | 8   | 0 | 2 | 6 | 003:140 | 0,21  | 02:14  |

| (M) | Meister des Vorjahrs |
| (N) | Neuaufsteiger        |

## Spiele und Ergebnisse
|              | B36 | HB  | KÍ  | TB  | VB  |
| ------------ | --- | --- | --- | --- | --- |
| B36 Tórshavn |     | 0:1 | 0:2 | 0:1 | 0:0 |
| HB Tórshavn  | 2:1 |     | 0:1 | 1:3 | 2:1 |
| KÍ Klaksvík  | 2:0 | 5:0 |     | 2:1 | 5:1 |
| TB Tvøroyri  | 4:0 | 3:2 | 4:2 |     | 6:0 |
| VB Vágur     | 2:2 | 3:2 | 0:2 | 0:2 |     |

## Spielstätten
| Mannschaft   | Stadion        | Spielort |
| ------------ | -------------- | -------- |
| B36 Tórshavn | Gundadalur     | Tórshavn |
| HB Tórshavn  | Gundadalur     | Tórshavn |
| KÍ Klaksvík  | Við Djúpumýrar | Klaksvík |
| TB Tvøroyri  | Sevmýri        | Tvøroyri |
| VB Vágur     | Á Eiðinum      | Vágur    |